# Région de Douentza
La région de Douentza est  une circonscription administrative et une collectivité territoriale 18e région administrative du Mali, résultant de la loi 2012-017 du 2 mars 2012 et de la loi 2023-006 du 13 mars 2023. Elle a pour chef-lieu, la ville de Douentza.

## Géographie

### Situation
La région s'étend au centre du Mali méridional, elle est frontalière du Burkina Faso.
| Tombouctou | Tombouctou         | Tombouctou |
| Moptis     | Région de Douentza | Sahel      |
|            | Bandiagara         | Sahel      |

## Histoire
La région est instaurée lors de la réforme administrative initiée en mars 2012, le cercle de Douentza est soustrait de la région de Mopti pour former la nouvelle région de Douentza, le projet initial prévoyant un découpage en 4 cercles : Douentza, Diankabou, Hombori et Mondoro.

## Administration
La région est composée de 6 cercles, divisés en 18 arrondissements et 24 communes. Le code à deux chiffres attribué à la région est le 19 (loi 2023-006) ou 18 (loi 2023-007), les cercles sont codifiés selon l'ordre chronologique par la loi 2023-002 du 13 mars 2023.
| Code | Cercle             | Arrondissements | Communes |
| ---- | ------------------ | --------------- | -------- |
| 1801 | Cercle de Douentza | 4               | 10       |
| 1802 | Cercle de Boré     | 3               | 3        |
| 1803 | Cercle de Hombori  | 2               | 2        |
| 1804 | Cercle de N'Gouma  | 3               | 3        |
| 1805 | Cercle de Mondoro  | 3               | 3        |
| 1806 | Cercle de Boni     | 3               | 3        |